# 日日新星
日日新星股份有限公司，簡稱日日新星股份，以及日日新星（英語：Planet Platinum Limited，ASX：PPN），於1975年由John Trimble（總裁）創立名為「Daily Planet」。
而業務於澳大利亞經營連鎖妓院活動場地，則在2003年5月1日於本交易所上市，是極為少數色情事業娛樂上市企業，也就是首家妓院在西方国家的股票市场上市的先例。總部位於墨爾本。

## 連結
- planetplatinum.com.au
- dailyplanet.com.au （页面存档备份，存于）